# Ablerus speciosus
Ablerus speciosus är en stekelart som beskrevs av Girault 1913. Ablerus speciosus ingår i släktet Ablerus och familjen växtlussteklar. Inga underarter finns listade i Catalogue of Life.